# 陈黎国全
陈黎国全（1989年4月5日—）是一名越南举重运动员，曾获以261公斤的成绩获广州亚运会男子56公斤级举重第五名。他也參加了2012年倫敦奧運和2016年里約奧運。